# Piper pothomorphe
Piper pothomorphe är en pepparväxtart som beskrevs av C. Dc.. Piper pothomorphe ingår i släktet Piper och familjen pepparväxter. Inga underarter finns listade i Catalogue of Life.